# Nastro di Möbius

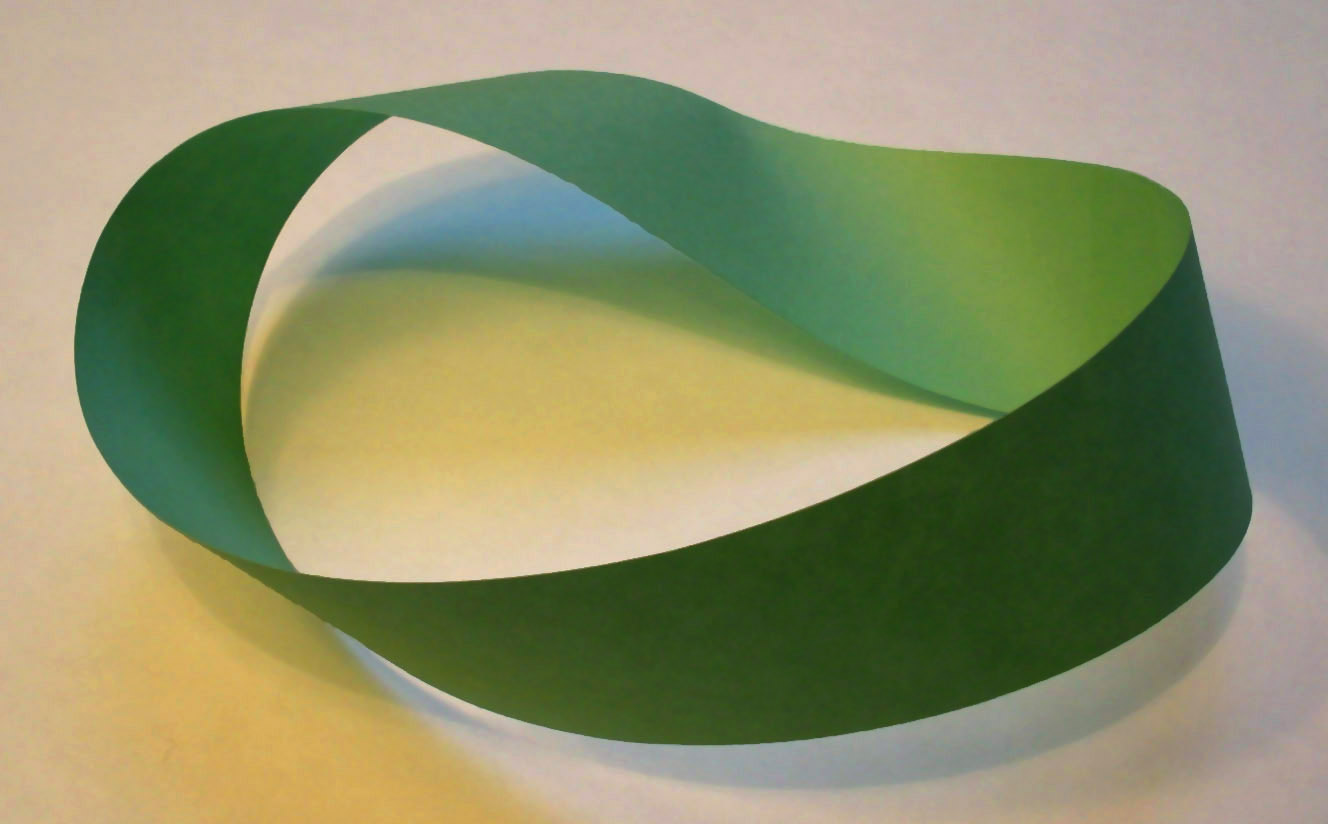
Un nastro di Möbius di carta

In matematica, e più precisamente in topologia, il nastro di Möbius è un esempio di superficie non orientabile e di superficie rigata. Trae il suo nome dal matematico tedesco August Ferdinand Möbius (1790-1868) che fu il primo a considerare la possibilità di costruzione di figure topologiche non orientabili. Differentemente da quanto talvolta ritenuto, il simbolo matematico ∞ di infinito non fa riferimento al nastro: la sua introduzione è attribuita al matematico inglese John Wallis (1616-1703).

## Descrizione informale
Le superfici ordinarie, ossia le superfici che nella vita quotidiana siamo abituati ad osservare, hanno sempre due facce per cui è sempre possibile percorrerne idealmente una senza mai raggiungere l'altra se non attraversando una linea di demarcazione costituita da uno spigolo (chiamato "bordo") o bucando la superficie. Si pensi, ad esempio, alla sfera, al toro o al cilindro. Per queste superfici è possibile stabilire convenzionalmente un lato "superiore" o "inferiore" oppure "interno" o "esterno". Nel caso del nastro di Möbius, invece, tale principio viene a mancare: esistono un solo lato e un solo bordo. Dopo aver percorso un giro, ci si trova dalla parte opposta. Solo dopo averne percorsi due ci ritroviamo sul lato iniziale. Quindi si potrebbe passare da una superficie a quella "dietro" senza attraversare il nastro e senza saltare il bordo ma semplicemente camminando a lungo.
Un nastro di Möbius può essere realizzato partendo da una striscia rettangolare ed unendone i lati corti dopo aver impresso ad uno di essi mezzo giro di torsione (180°). A questo punto se si percorre il nastro con una matita, partendo da un punto casuale, si noterà che la traccia si snoda sull'intera superficie del nastro che è quindi unica. Essendo una superficie rigata, per ogni punto sul nastro passa almeno una retta che giace sulla superficie del nastro. Sono superfici rigate il piano, il cilindro e il cono e altre, mentre non sono superfici rigate la sfera, l'ellissoide e molte altre. 
Nella costruzione, si ottiene un nastro di Möbius imprimendo al lato corto {\displaystyle n} mezzi giri di torsione, con {\displaystyle n} dispari (nel nastro di Möbius "classico", {\displaystyle n=1}). Con {\displaystyle n} pari si ottiene una figura topologica diversa, questa volta orientabile, chiamata anello, equivalente ad una corona circolare.
Tagliando il nastro a metà parallelamente al bordo, si ottiene un altro nastro però con una torsione intera, due bordi e due superfici diverse, quindi orientabile. La cosa interessante è che i due bordi separati dalle forbici rimangono un solo bordo, quindi la figura viene completamente tagliata a metà, ma rimane attaccata. Tagliando ancora a metà il secondo si ottengono due nastri con torsione intera uno dentro l'altro. Tagliando il nastro a un terzo della sua larghezza si possono fare due giri con le forbici e si ottengono due nastri concatenati, uno grande la metà dell'altro, dove quello piccolo è ancora un nastro di Möbius, con mezza torsione, mentre quello grande ha una torsione intera.

## Geometria

Rappresentazione grafica del nastro di Möbius

Una possibile rappresentazione del nastro di Möbius è la superficie in {\displaystyle \mathbb {R} ^{3}} avente le seguenti equazioni parametriche (in coordinate cartesiane):
{\displaystyle x(u,v)=\left(1+{\frac {v}{2}}\cos {\frac {u}{2}}\right)\cos(u)}
{\displaystyle y(u,v)=\left(1+{\frac {v}{2}}\cos {\frac {u}{2}}\right)\sin(u)}
{\displaystyle z(u,v)={\frac {v}{2}}\sin {\frac {u}{2}}}
dove {\displaystyle 0\leq u<2\pi } e {\displaystyle -1\leq v\leq 1}. In questo modo si ottiene un nastro di Möbius di larghezza 1, centrato in {\displaystyle (0,0,0)} e con il cerchio centrale giacente sul piano {\displaystyle z=0.} Variando il parametro {\displaystyle u} ci si muove lungo il nastro, mentre variando {\displaystyle v} si passa "da un bordo all'altro" (anche se in realtà è sempre lo stesso).
In coordinate cilindriche {\displaystyle (r,\theta ,z),} una versione infinita del nastro di Möbius è rappresentata dall'equazione: 
{\displaystyle \log(r)\sin \left({\frac {\theta }{2}}\right)=z\cos \left({\frac {\theta }{2}}\right).}

## Ispirazioni

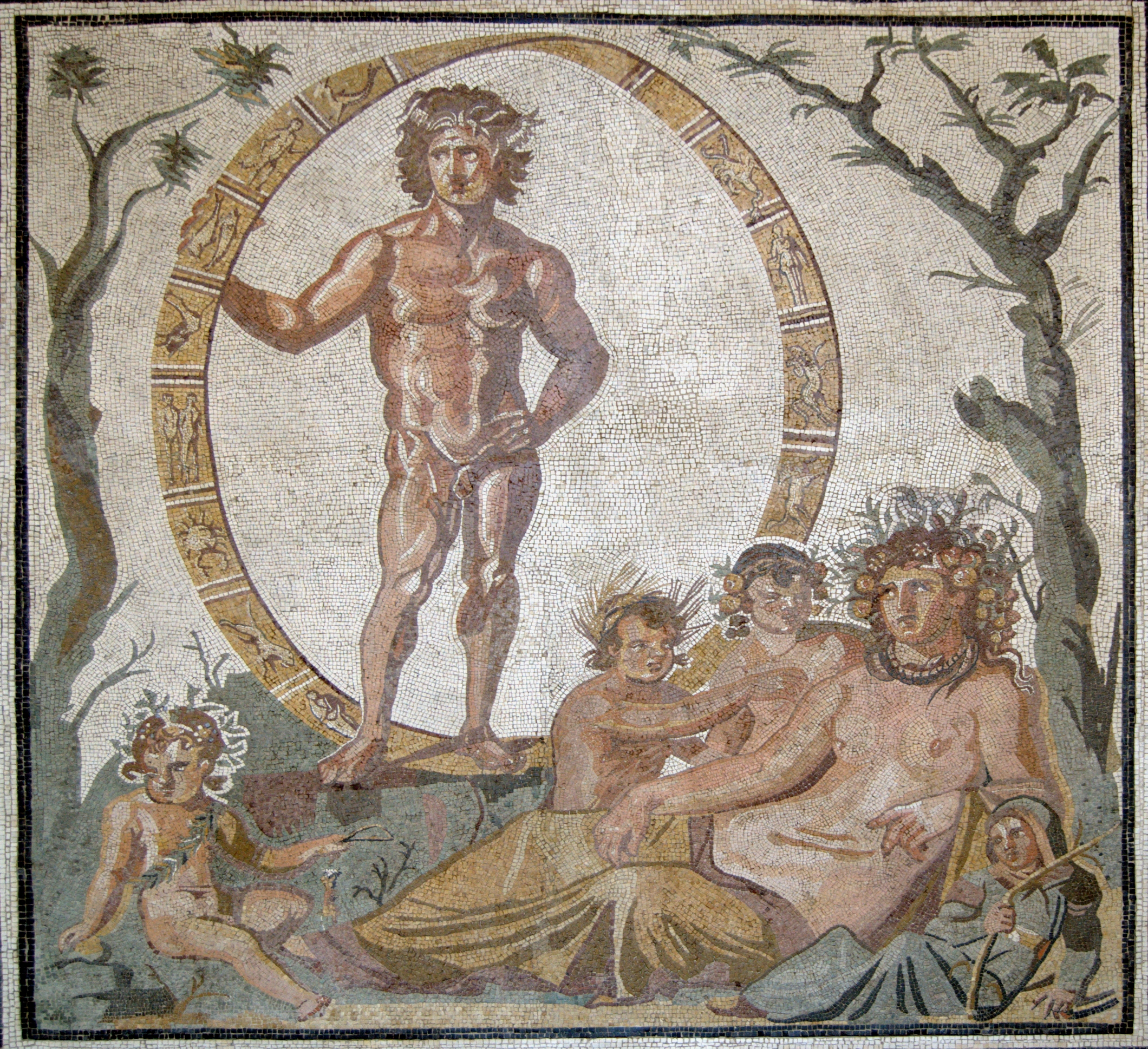
Possibile rappresentazione del Nastro di Möbius in un mosaico del III secolo.

Il simbolo internazionale del riciclo dei rifiuti è un esempio di Nastro di Möbius.

Il nastro di Möbius ha influenzato, nel corso degli anni, opere di vario genere.

### Arte
L'incisore e litografo olandese Maurits Cornelis Escher, nel 1961, usa il nastro di Möbius per una sua incisione su legno, Striscia di Möbius I. Di due anni più tardi è il suo Striscia di Möbius II (1963). Nell'opera, una teoria di formiche cammina indefinitamente sul nastro percorrendone tutta la superficie. Nello stesso periodo in cui Möbius "inventava" la sua striscia anche un pittore francese disegnava una immagine identica, rappresentante nella sua intenzione la perfezione.
Lo scultore Max Bill utilizzò questa forma così elementare ed armoniosa del nastro di Möbius in moltissime sue opere, già dal 1935. Lui non era a conoscenza di quest'oggetto, infatti lo definiva "nastro senza fine" (Endless Ribbon). Lo realizzò inconsapevolmente in origine cercando un'idea per una scultura da poter porre sopra un caminetto elettrico per sostituire le fiamme naturali. 
Diceva dei nastri senza fine: "Sono convinto che la loro efficacia stia in parte nel loro valore simbolico; essi sono modelli per la riflessione e la contemplazione".

### Letteratura
Nel 1950 un insegnante di Harvard, Armin J. Deutsch, consigliato dall'allora suo collega Isaac Asimov, pubblica il racconto breve Una Metropolitana chiamata Moebius (A Subway named Möbius) sul numero di dicembre dello stesso anno della rivista Astounding Science-Fiction. Nel racconto un treno metropolitano di Boston, seguendo un intricato percorso, finisce paradossalmente in una striscia di Möbius, formata da binari intricati, senza più poterne uscire. Questo è l'unico racconto scritto da Deutsch.
Nastro di Moebius è anche un racconto di Julio Cortázar, presente nella raccolta Tanto amore per Glenda. Il nastro di moebius s'intitola anche una raccolta poetica di Luciano Erba del 1980. Inoltre il Nastro di Möbius è citato in una poesia intitolata Topologia (in tedesco Topologik) del poeta austriaco Erich Fried, contenuta nella raccolta poetica È quel che è del 1983 (Mi sono | fatto cuore | con un cuore di Möbius | che | si sfrangia | in tante strisce | senza vie d'uscita)
Ne La ballata della pallottola flessibile, racconto di Stephen King nella raccolta Scheletri, il redattore sostiene che il racconto manoscritto Reg Thorpe è di difficile interpretazione: "Cercare di comprendere la pallottola flessibile è come cercare di capire come mai il nastro di Möbius abbia una sola faccia."
Viene citato come decorazione di una pietra tombale di basalto nero ne La carta e il territorio di Michel Houellebecq.

### Cinema
Nel 1996 il regista argentino Gustavo Mosquera R. fa una trasposizione cinematografica del racconto di Deutsch: Moebius. Il racconto viene adattato per il cinema da vari autori, fra cui il regista stesso, ed ambientato a Buenos Aires, in Argentina, dove il protagonista, un giovane topologo, viene incaricato di rintracciare un convoglio misteriosamente scomparso, che in virtù del progressivo aumento della complessità del tracciato, tale da renderne indescrivibile il percorso, ha infranto i limiti spazio-temporali della nostra dimensione. Il film è uscito nel 1998 in Italia.
In 2010 - L'anno del contatto di Peter Hyams del 1984 (sequel di 2001: Odissea nello spazio di Stanley Kubrick) il nastro di Möbius viene citato per descrivere l'avaria occorsa al supercomputer HAL 9000. Nel 2013 Eric Rochant ha scritto e diretto il thriller Möbius, con protagonista l'attore Premio Oscar Jean Dujardin e Cécile de France, in cui viene fatto riferimento al Nastro come paradigma della spia. Sempre nel 2013 esce il film Moebius del regista coreano Kim Ki-duk, in cui i personaggi del nucleo familiare protagonista sono collegati in un tutt'uno come nel nastro.
Viene citato come esempio di curvatura della linea temporale nel terzultimo episodio della quinta stagione di Fringe (autore della citazione Donald) e nell'episodio Tempo al quadrato della seconda stagione di Star Trek: The Next Generation (Worf). Il nastro di Möbius è stato anche accostato da alcuni critici, come Enrico Ghezzi, alla struttura di alcuni film del regista statunitense David Lynch. I protagonisti di Mulholland Drive e Lost Highways, in particolare, si trovano ad un certo momento del film a rivivere scene già vissute, ma con i ruoli interscambiati, proprio come se si muovessero sull'unica faccia del nastro.
Nel film del 2019 Avengers: Endgame, il nastro di Möbius è utilizzato da Tony Stark per ricercare un modo con cui viaggiare nel tempo, in modo da recuperare tutte le gemme dell'Infinito e annullare la decimazione fatta da Thanos in Avengers: Infinity War.

### Animazione
Nell'episodio Realtà in 2D della serie TV di animazione Futurama, la navetta Planet Express viene trasformata dal Professor Farnsworth in una super auto da corsa e viene fatta sfrecciare, in un duello contro una nave spaziale più moderna e tecnologica, sulla Pista di Möbius, con conseguenze disastrose.
Nell'episodio 66 dell'anime giapponese Bleach, Uryū Ishida cita il Nastro di Möbius quando lui e il suo gruppo rimangono intrappolati all'interno di un labirinto composto da infinite ripetizioni della stessa stanza.
Nell'episodio 35 dell'anime giapponese Le bizzarre avventure di JoJo Parte 6 la protagonista, Jolyne Kujo crea questo nastro sul suo corpo per proteggersi dagli attacchi dell'antagonista Enrico Pucci.

## Applicazioni pratiche

### Informatica
In campo informatico il nastro di Möbius è stato occasionalmente utilizzato per realizzare cartucce dati ad accesso casuale contenenti nastri magnetici registrati su entrambe le facce: l'accorgimento permette di raddoppiare lo spazio di memorizzazione.

### Cinematografia
Il principio dell'anello di Möbius è stato applicato nella filmografia per sovrapporre le immagini, per creare dissolvenze.

### Meccanica
Le cinghie di trasmissione possono utilizzare il nastro di Möbius per distribuire l'usura sulle due facce (e quindi durare di più). Un esempio di questa applicazione è rappresentato nelle vecchie trebbiatrici, che ricevevano il moto da un trattore posto ad alcuni metri tramite una cinghia con le facce incrociate.
Nei banchi di taglio utilizzati nella lavorazione degli schiumati poliuretanici le lame sono a forma di nastro di Möbius. Questo accorgimento consente di raddoppiare la lunghezza del filo di taglio della lama e, di conseguenza, i tempi di intervallo fra una affilatura e l'altra, risultandone dimezzata, a parità di impiego, l'usura del filo stesso.